# Terechovo (linea Bol'šaja kol'cevaja)
Terechovo (in russo Терехово?) è una stazione della Metropolitana di Mosca situata sulla Linea Bol'šaja kol'cevaja. Inaugurata il 7 dicembre 2021, serve il quartiere di Chorošëvo-Mnëvniki, l'ex villaggio di Tereсhovo.